# La nave dei sogni
La nave dei sogni (Das Traumschiff) è una serie televisiva tedesca prodotta dal 1981 da Wolfgang Rademann. Tra gli interpreti principali figurano Siegfried Rauch, Heide Keller, Horst Naumann e Nick Wilder.
In Germania la serie viene trasmessa dall'emittente televisiva ZDF. La messa in onda del primo episodio risale al 22 novembre 1981.
In Italia la serie è stata trasmessa per la prima volta nel 2009 da Rai 1, quando fu mandato in onda il 59º episodio, intitolato "Papua Nuova Guinea". La serie è stata inoltre "ripresa" nel 2010 da Rai 2, che ha mandato in onda gli episodi dal 33º in poi, trasmessi a partire dal 4 luglio. Gli episodi successivi sono stati messi in onda da Rai 2 nell'estate del 2013 e del 2017.

## Descrizione
La serie narra storie d'amore e problemi familiari che nascono ed emergono a bordo di navi da crociera di lusso quali la M/N Vistafjord, la M/N Astor, la M/N Berlin e la M/N Deutschland in partenza per viaggi esotici attorno al mondo.

## Serie derivata
Dalla serie è nato nel 2006 uno spin-off, intitolato in italiano La nave dei sogni - Viaggio di nozze (titolo originale: Kreuzfahrt ins Glück), incentrato sulle crociere di viaggi di nozze.

## Curiosità
Le navi da crociera usate nella serie sono:
- Vistafjord (1981-1982, episodi 1-6)
- Astor (1983-1984, episodi 7-12)
- Berlin (1986-1999, episodi 13-33)
- Deutschland (1999-2015, episodi 34-73)
- Amadea (dal 2015-in corso, episodi 74-in corso)